# 石越駅
石越駅（いしこしえき）は、宮城県登米市石越町南郷（みなみごう）字西門沖（にしもんおき）にある、東日本旅客鉄道（JR東日本）東北本線の駅である。
JR東日本東北本部管内はここまでとなる。当駅と油島駅の間で県境を跨ぐが、その盛岡方の最初の踏切の付近（下原田踏切、東京起点425キロメートル地点）にJR東日本盛岡支社との境界が置かれている。2007年（平成19年）3月31日までくりはら田園鉄道線の起点であった。

## 歴史
- 1890年（明治23年）4月16日：日本鉄道（のちの東北本線）の駅として開業[1][3]。
- 1921年（大正10年）12月20日：栗原軌道（のちのくりはら田園鉄道）が開業。
- 1947年（昭和22年）8月6日：お召し列車が石越駅発 - 藤根駅着で運行（昭和天皇の戦後巡幸）[4]。
- 1954年（昭和29年）12月10日：国鉄バス石越線が開業する。
- 1984年（昭和59年）2月16日：国鉄バス石越線が休止となる。
- 1985年（昭和60年）3月14日：荷物の扱いを廃止[3]。
- 1986年（昭和61年）10月21日：貨物の取り扱いを廃止[3]。
- 1987年（昭和62年）4月1日：国鉄分割民営化により、国鉄の駅は東日本旅客鉄道（JR東日本）の駅となる[3]。
- 2001年（平成13年）4月1日：くりはら田園鉄道石越駅が無人化。
- 2007年（平成19年）4月1日：くりはら田園鉄道線が廃止となる。
- 2009年（平成21年）4月1日：助役を含む社員配置（小牛田駅所属石越在勤）を廃止し、JR東日本東北総合サービスへ業務委託する。
- 2011年（平成23年）7月31日：新駅舎の使用を開始[5]。
- 2024年（令和6年）
  - 3月15日：みどりの窓口の営業を終了[6]。
  - 3月16日：終日無人化[要出典]。
  - 10月1日：えきねっとQチケのサービスを開始[2][7]。

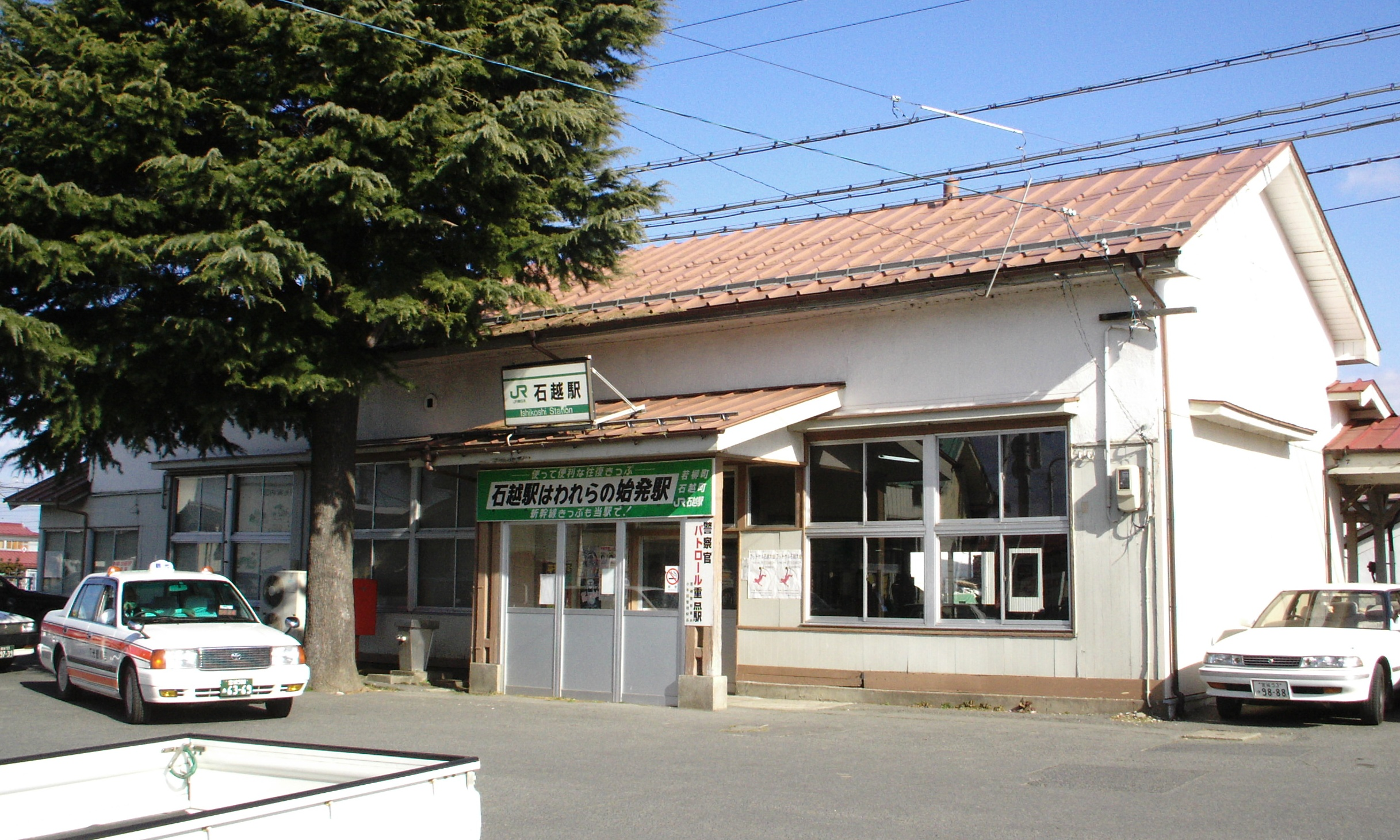
JRの旧駅舎（2007年2月）

## 駅構造

### JR東日本
単式ホーム1面1線と島式ホーム1面2線、計2面3線のホームを持つ地上駅である。互いのホームは跨線橋で連絡している。なお構内は複々線となっており、1線にはホームがない。
駅舎は南北に走る線路の西側にあり、出入口はこの1か所のみである。無人駅（小牛田駅管理）で、自動券売機が設置されている。また、改札内の単式ホーム上に水洗トイレが設置されている。前述のとおり2011年（平成23年）に駅舎の建て替えが行われており、旧駅舎内ではキオスクが営業していた。かつては駅の北西部に留置線があり、栗原電鉄線から直通する貨車などが留置されていた。

#### のりば
| 番線 | 路線      | 方向 | 行先             |
| ---- | --------- | ---- | ---------------- |
| 1    | ■東北本線 | 下り | 一ノ関方面       |
| 2・3 | ■東北本線 | 上り | 小牛田・仙台方面 |

- 2番線は当駅始発列車と、昼の上り一部列車が使用する。

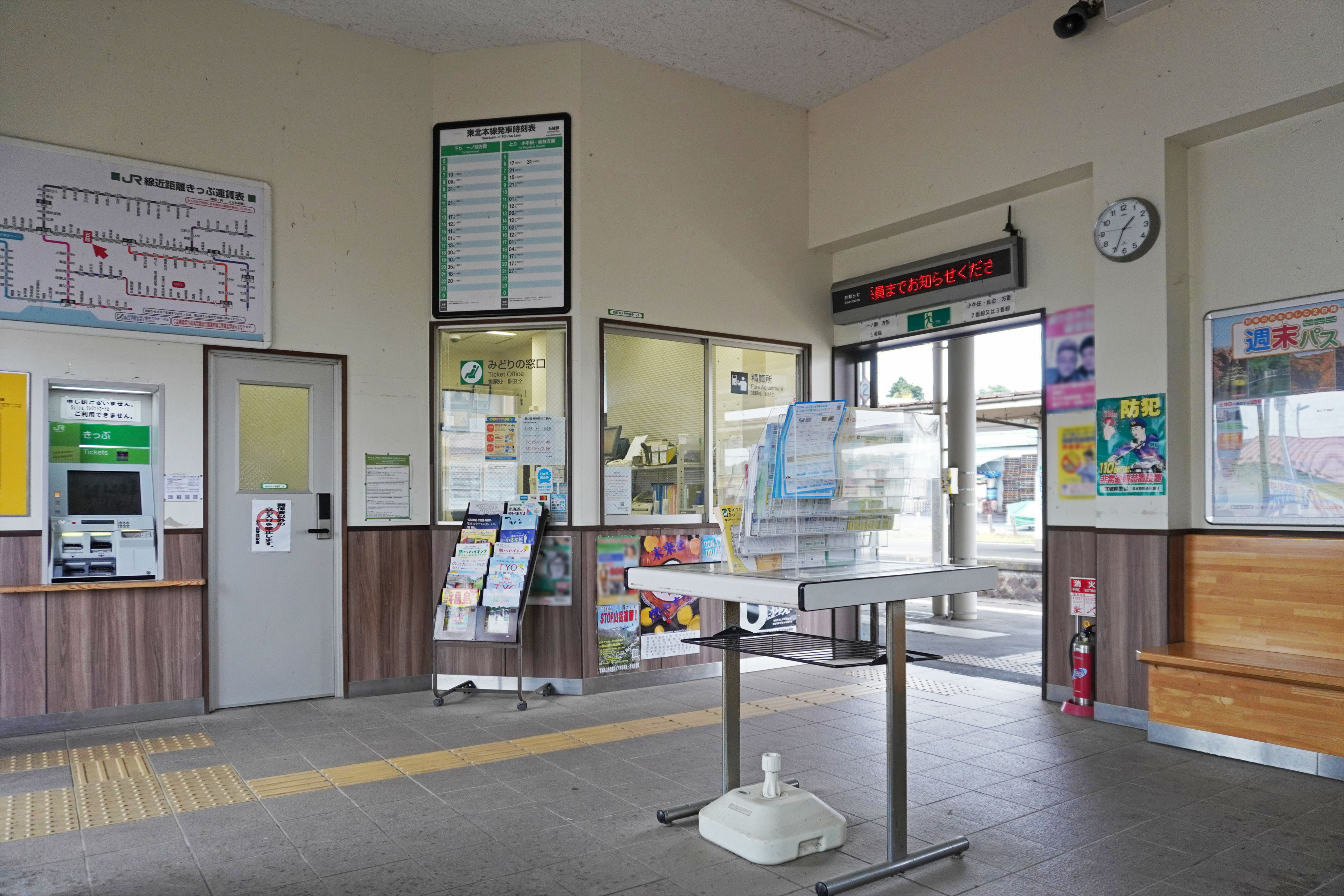
駅舎内（2023年5月）
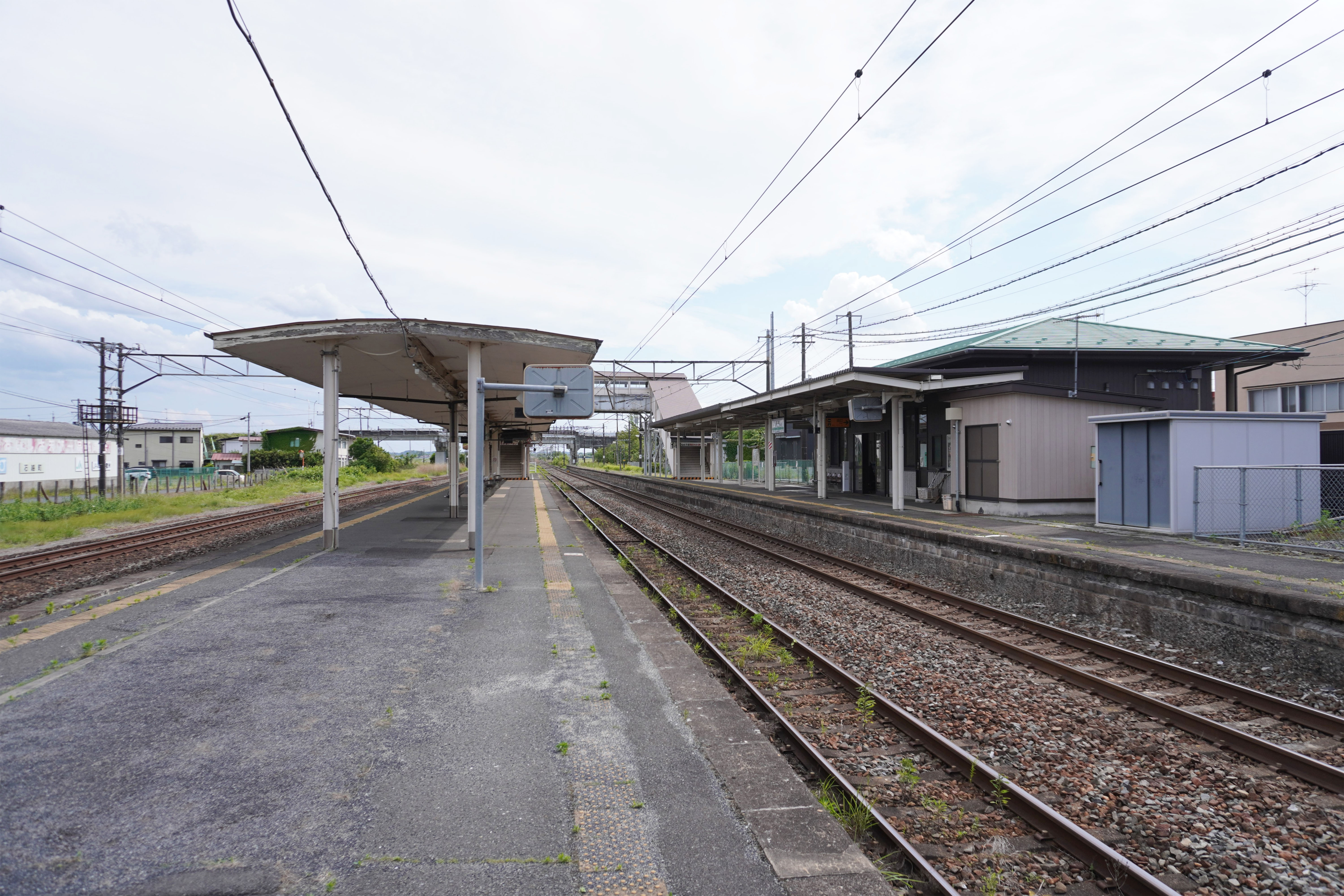
ホーム（2023年6月）

### くりはら田園鉄道
単式ホーム1面1線を有する地上駅であった。駅舎は木造一階建てで、JR東日本の駅とは小さな駅前広場を挟んで北西に位置していた。末期には無人駅となっていて、定期券などの発売が近くの理髪店カナザワに委託されていた。改札内には汲み取りトイレが設置されていた。
くりはら田園鉄道の廃止時には、留置線は撤去されていて東北本線とつながっていなかったが、かつて両路線は駅前広場の北側にあった留置線を通じて連絡しており、栗原電鉄と国鉄との間で貨車の授受が行われていた。栗原電鉄の最盛期には、仙台から栗原電鉄線へ直通する気動車列車が運行されたこともあった。

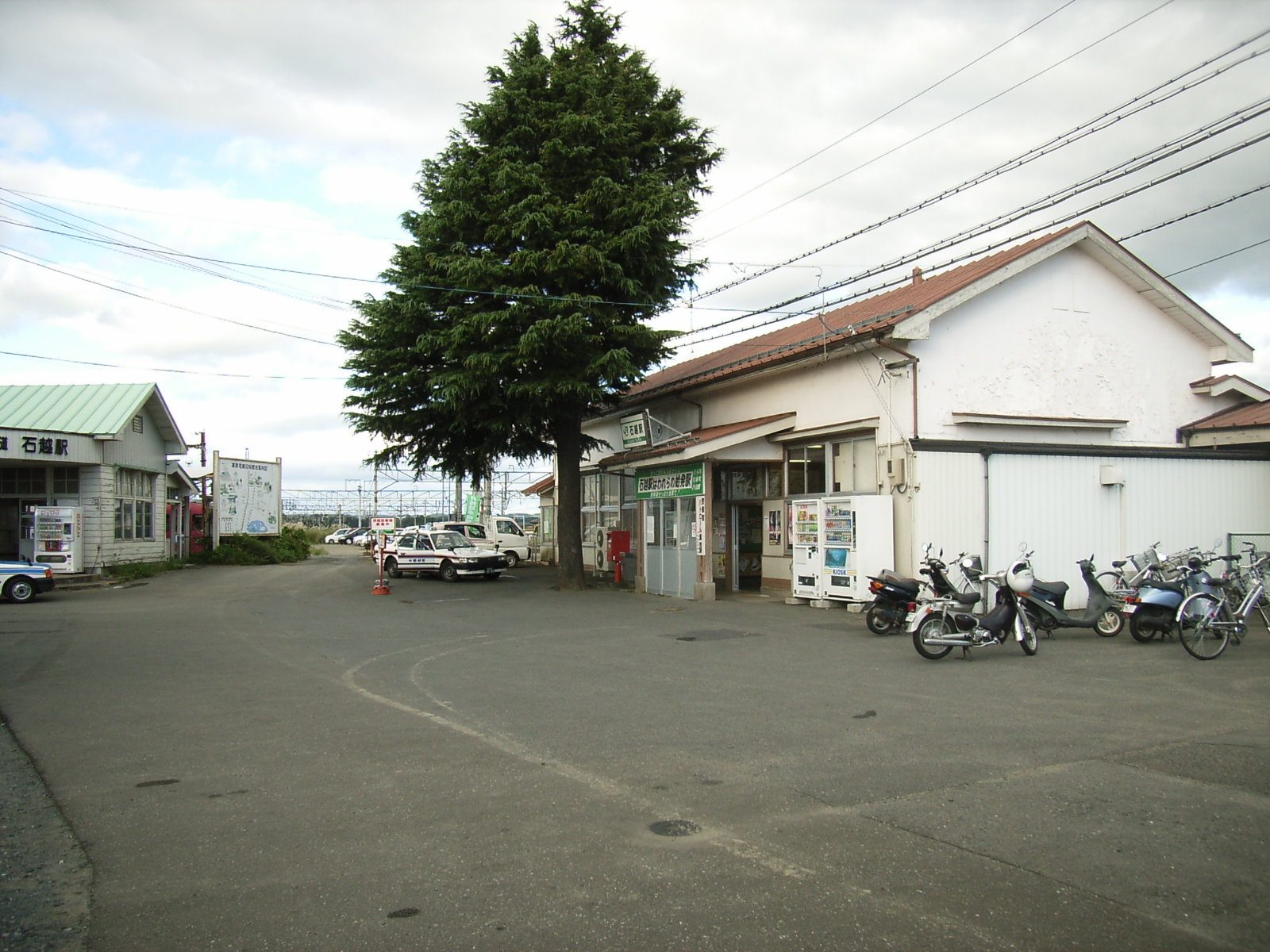
左がくりはら田園鉄道の駅、右が東日本旅客鉄道の駅（2005年9月）
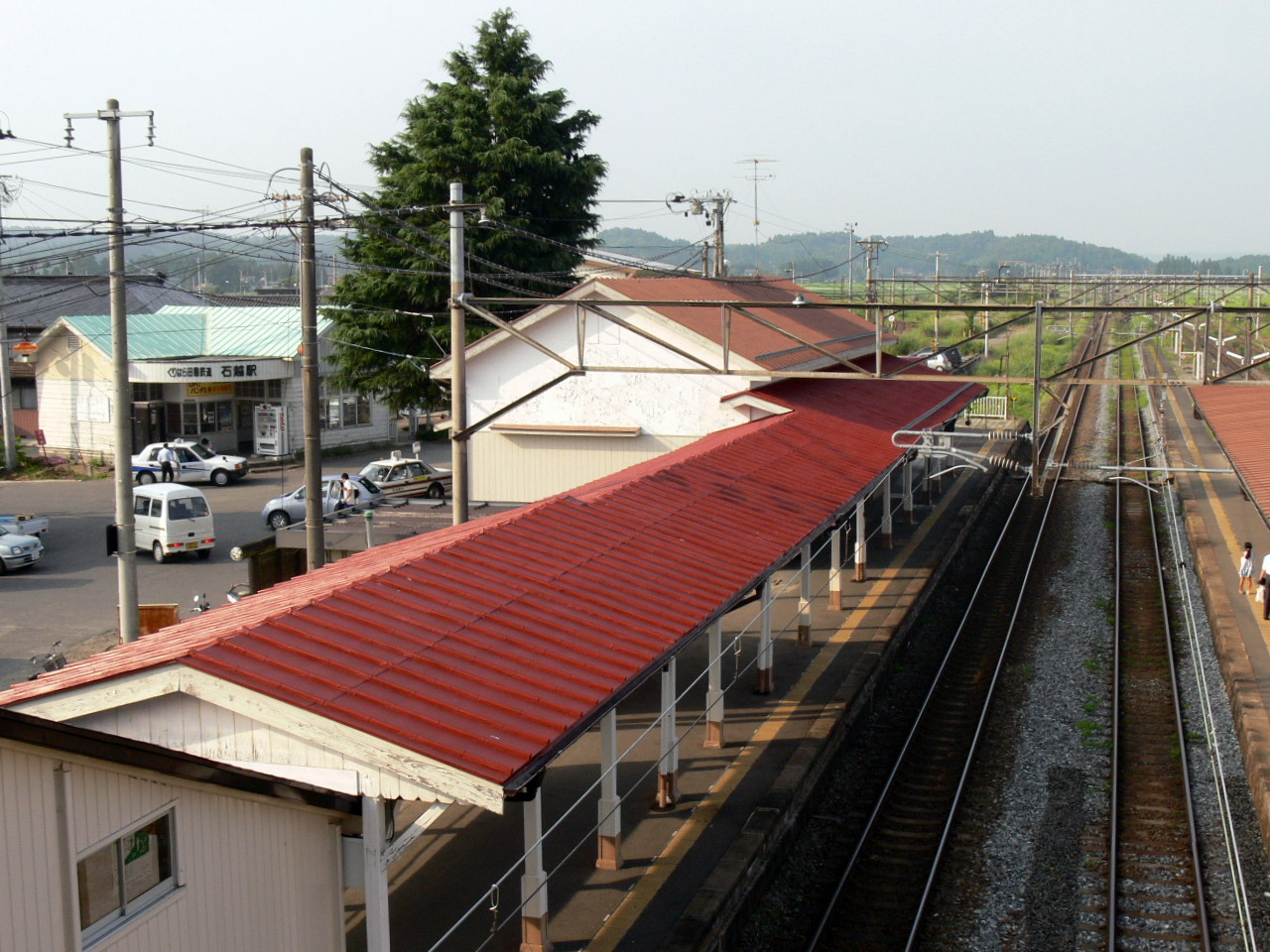
JRの駅構内を跨線橋から望む。奥は青森方面（2006年8月）
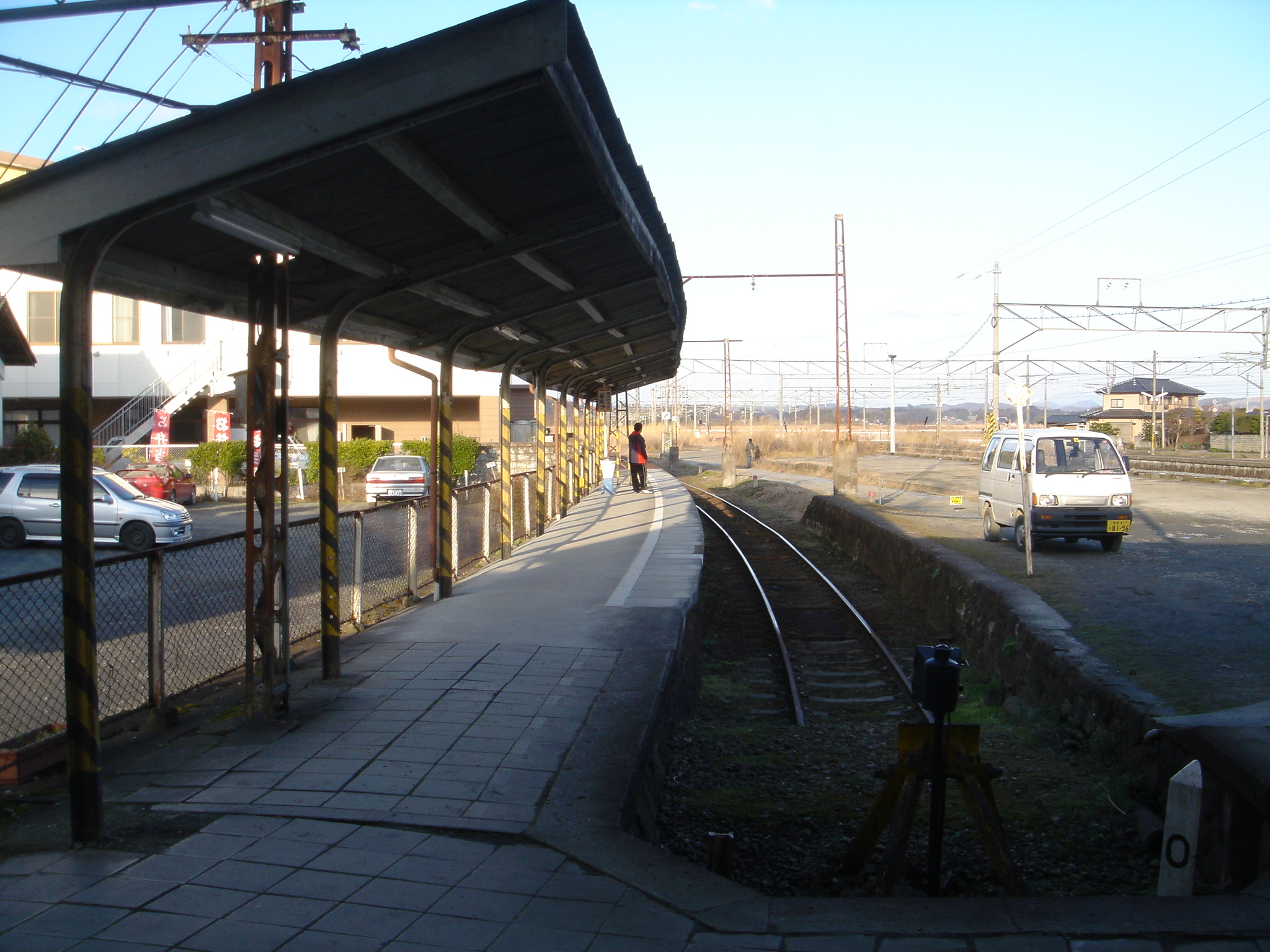
くりはら田園鉄道線のホーム（2007年1月）
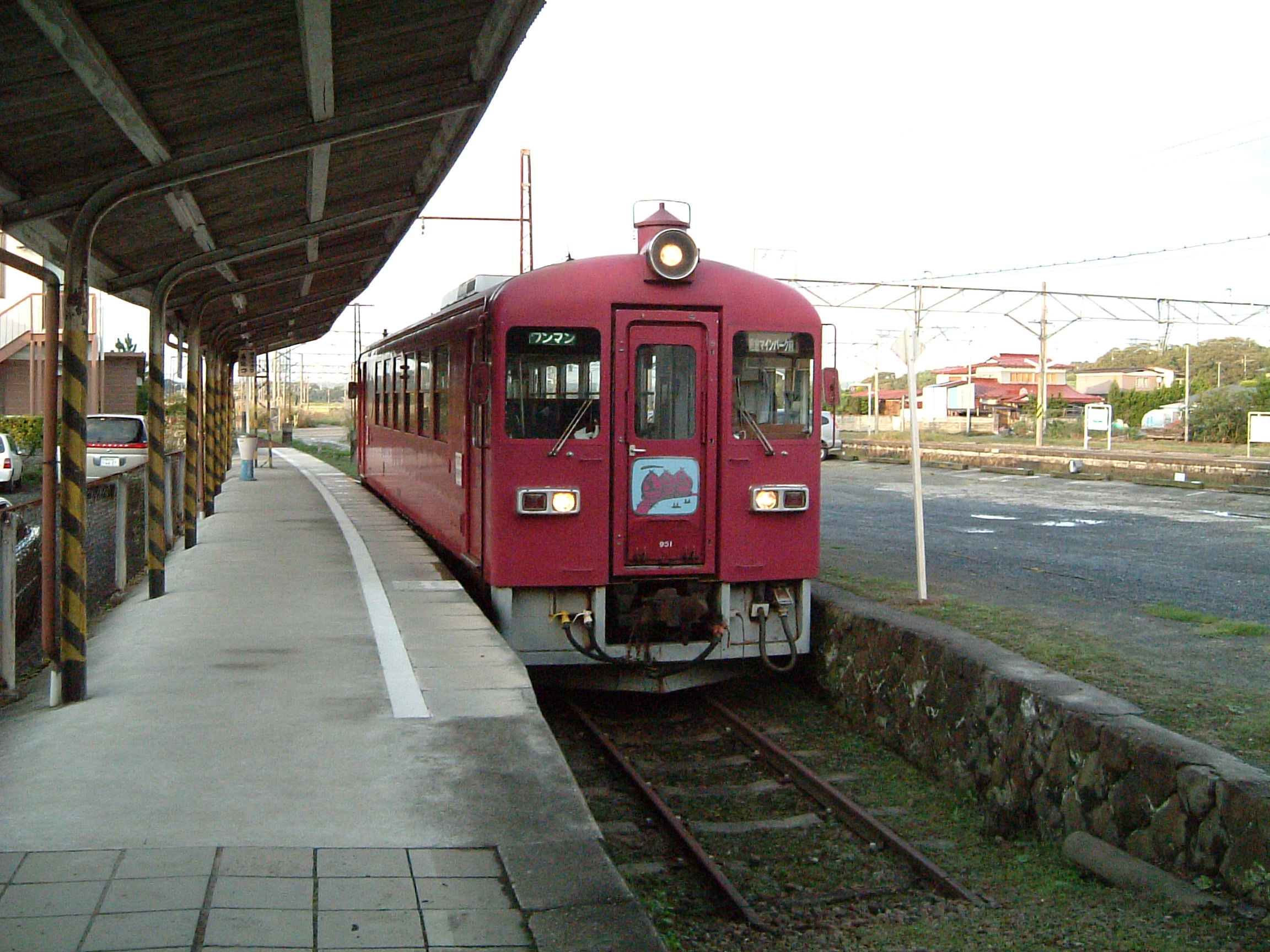
くりはら田園鉄道線の列車。右手奥にJR線のホームが写る（2004年9月）
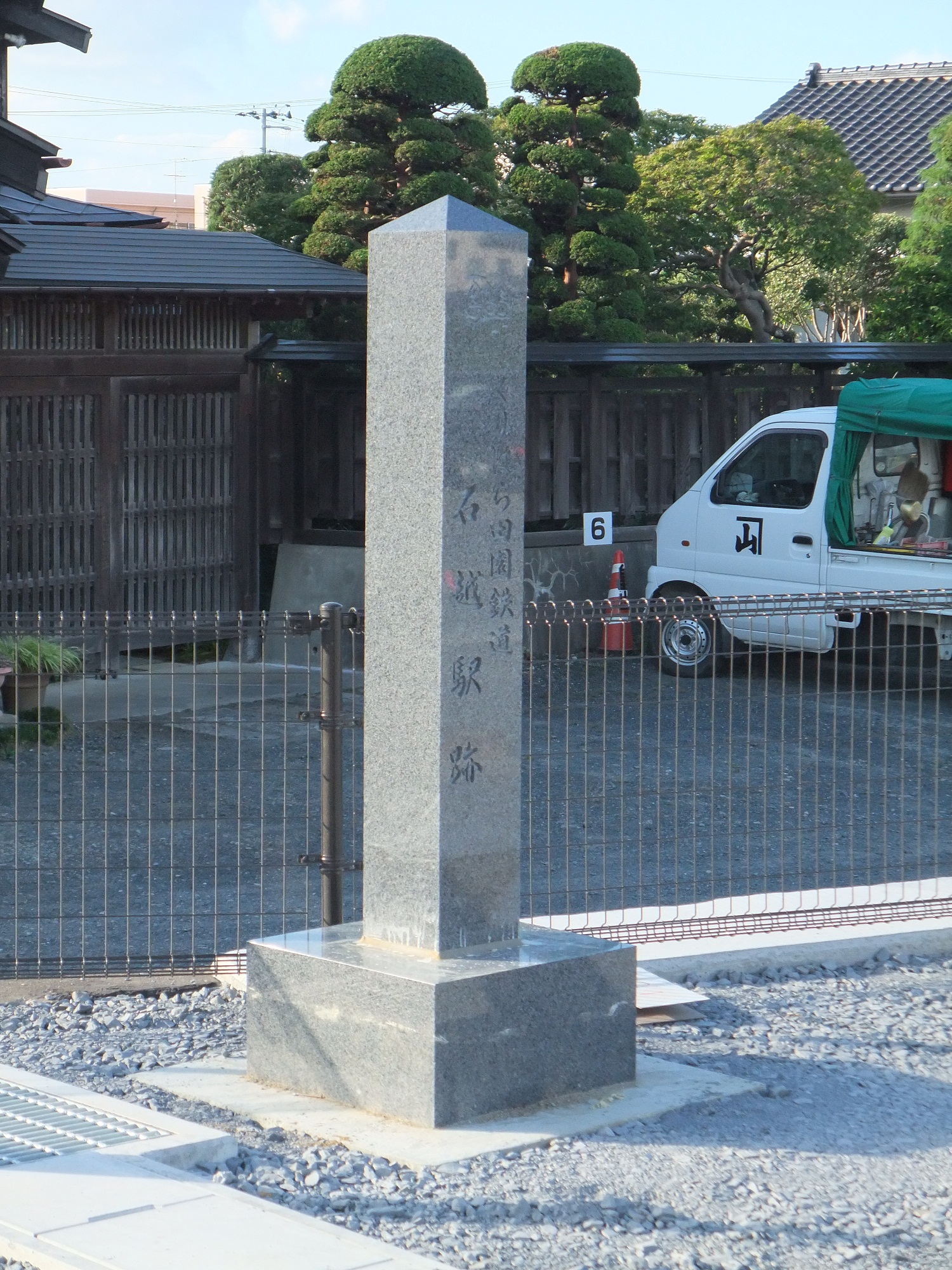
くりはら田園鉄道石越駅跡に立つ石碑（2012年9月）

## 利用状況
JR東日本によると、2000年度（平成12年度）- 2022年度（令和4年度）の1日平均乗車人員の推移は以下のとおりであった。
| 1日平均乗車人員推移 | 1日平均乗車人員推移 | 1日平均乗車人員推移 | 1日平均乗車人員推移 | 1日平均乗車人員推移 |
| 年度                | 定期外              | 定期                | 合計                | 出典                |
| ------------------- | ------------------- | ------------------- | ------------------- | ------------------- |
| 2000年（平成12年）  |                     |                     | 607                 | [ 利用客数 1 ]      |
| 2001年（平成13年）  |                     |                     | 549                 | [ 利用客数 2 ]      |
| 2002年（平成14年）  |                     |                     | 556                 | [ 利用客数 3 ]      |
| 2003年（平成15年）  |                     |                     | 536                 | [ 利用客数 4 ]      |
| 2004年（平成16年）  |                     |                     | 556                 | [ 利用客数 5 ]      |
| 2005年（平成17年）  |                     |                     | 454                 | [ 利用客数 6 ]      |
| 2006年（平成18年）  |                     |                     | 483                 | [ 利用客数 7 ]      |
| 2007年（平成19年）  |                     |                     | 428                 | [ 利用客数 8 ]      |
| 2008年（平成20年）  |                     |                     | 399                 | [ 利用客数 9 ]      |
| 2009年（平成21年）  |                     |                     | 393                 | [ 利用客数 10 ]     |
| 2010年（平成22年）  |                     |                     | 388                 | [ 利用客数 11 ]     |
| 2011年（平成23年）  |                     |                     | 342                 | [ 利用客数 12 ]     |
| 2012年（平成24年）  | 69                  | 276                 | 345                 | [ 利用客数 13 ]     |
| 2013年（平成25年）  | 72                  | 266                 | 338                 | [ 利用客数 14 ]     |
| 2014年（平成26年）  | 69                  | 232                 | 301                 | [ 利用客数 15 ]     |
| 2015年（平成27年）  | 69                  | 243                 | 312                 | [ 利用客数 16 ]     |
| 2016年（平成28年）  | 63                  | 252                 | 316                 | [ 利用客数 17 ]     |
| 2017年（平成29年）  | 62                  | 249                 | 311                 | [ 利用客数 18 ]     |
| 2018年（平成30年）  | 58                  | 247                 | 306                 | [ 利用客数 19 ]     |
| 2019年（令和元年）  | 57                  | 245                 | 302                 | [ 利用客数 20 ]     |
| 2020年（令和02年）  | 35                  | 181                 | 217                 | [ 利用客数 21 ]     |
| 2021年（令和03年）  | 39                  | 200                 | 239                 | [ 利用客数 22 ]     |
| 2022年（令和04年）  | 44                  | 218                 | 262                 | [ 利用客数 23 ]     |

## 駅周辺
駅付近は農村地帯となっているが、民家が点在する。駅裏側には米穀を扱う会社の営業所兼工場がある。駅前から西へ宮城県道・岩手県道184号線（宮城県道4号線の支線）が延び、1つ目の信号付き交差点で宮城県道4号線の本線と合流する。西へ進むと工場や商店があるが、その途中に栗原市との市境がある。反対方向は南へ迂回し、駅南側にある石越跨線橋で東北本線を越えて東（登米市中田町方面）へ向かう。東側にはチャチャワールドいしこしがあるが、同施設は駅からやや離れた所にある。
- 石越郵便局
- 佐沼警察署石越駅前駐在所
- 石越病院 - 1962年（昭和37年）4月に開設した、精神科の病院[12]。
- 東北イノアック若柳工場
- スエオカ・ハーベスト東北支店・東北工場
- 宮城県道4号中田栗駒線
- 宮城県道・岩手県道184号石越白崖線 - 宮城県道4号線の支線[10]。

## バス路線
登米市民バスと栗駒山紅葉号の停留所は駅前から30メートルほど進んだ右側のミヤコーバス所有地にあり、同社のバスが発着・折返し待機を行っている。以前は石越車庫として業務を行っていたが、現在は車庫は取り壊され、平日用待合室と乗務員休憩所のみとなっている。栗原市民バスの停留所は駅前ロータリー北側に設置している。いずれの停留所も名称は「石越駅前」である。
- 栗原市民バス
  - くりはら田園線：細倉荒町行き ※グリーン観光バス運行委託
  - 若柳線：栗原中央病院行き ※ミヤコーバス築館営業所運行委託
- 登米市民バス（ミヤコーバス佐沼営業所運行委託）
  - 東西循環線（西回り循環線）・石越線：佐沼営業所行き
  - 石越線：登米総合産業高校前行き／迫桜高校前行き
- ミヤコーバス
  - 栗駒山紅葉号：いわかがみ平（栗駒山登山口）行き

## 隣の駅
東日本旅客鉄道（JR東日本）
■東北本線
新田駅 - 石越駅 - 油島駅

### かつて存在した路線
くりはら田園鉄道
くりはら田園鉄道線
石越駅 - 荒町駅

### 記事本文